# Afranthidium lebanense
Afranthidium lebanense is een vliesvleugelig insect uit de familie Megachilidae. De wetenschappelijke naam van de soort is voor het eerst geldig gepubliceerd in 1955 door Mavromoustakis.